# Maximiliano Tornet
Maximiliano Tornet y Villareal. Líder revolucionario y sindicalista de procedencia cubana y seguidor de la doctrina anarquista, protagonizó el movimiento que dio lugar a "El año de los tiros". 

## Biografía
Nació en la Ciudad de las Tunas (Santiago de Cuba), en el año 1855. Hijo de Francisco y de Francisca. Fue expulsado de Cuba, por entonces española, a la península por sus ideales anarquistas inspirados en las teorías de Piotr Kropotkin. Durante cuatro años (de 1883 a 1887) trabajó para la Río Tinto Co. Ltd. donde fue incluido en una "lista negra" por inducir a sus compañeros al anarquismo y ser uno de los organizadores de la huelga minera de 1888. 
El 1 de febrero de 1886 contrajo matrimonio con María Loaiza y García, procedente del gaditano pueblo de Vejer de la Frontera. En el momento de contraer matrimonio María declara tener 17 años, mientras que Maximiliano afirma contar con 30 años. Pese a la minoría de edad de ella y la diferencia de años entre ambos, el presbítero D. Manuel Muñoz Arteaga ofició dicho casamiento en Santra Bárbara de Riotinto. Una vez trasladado el matrimonio a Minas de Riotinto, el 24 de enero de 1887 la joven María dio a luz a un hijo en el domicilio que ambos compartían en la calle Méndez Núñez.

## La situación de la mina
Según datos arqueológicos, las minas de Riotinto, con casi 5.000 años de antigüedad, son las más antiguas del mundo. Desde épocas prehistóricas, se ha explotado el filón de cobre y hierro. 
Para fundir el mineral, en las minas se utilizaba el sistema de calcinaciones al aire libre denominadas comúnmente "teleras".
En 1873, un consorcio británico compra las minas al Estado por 92 millones de pesetas y funda la Rio Tinto Company Limited, la cual empezó a producir el resurgir de Riotinto, se abren cortas de explotación, se desarrolla la minería interior y se industrializa su producción, aumentando desmesuradamente la cantidad y tamaño de estas calcinaciones, produciendo una enorme cantidad de humos ricos en dióxido de azufre que se extendían por toda la Cuenca Minera.
La producción de estos humos, que llegaron a alcanzar límites insospechados, dañaban gravemente la salud y la agricultura de la zona. 
Estos humos si no eran extendidos por el viento, se acumulaban en el valle dando lugar a lo que llamaban "la manta". Los días en lo que se formaba la manta, la gente permanecía encerradas en sus casas o huían a otros lugares y era imposible acudir a trabajar, convirtiéndose en un problema medioambiental, de salud y laboral.
Cuando Tornet llegó a Riotinto en 1883, es con esta situación inhumana con la que se encuentra.

## Llegada a la mina
Tornet comenzó a trabajar en las minas, alcanzando el puesto de cronometrador de un alto horno, pero cuando en agosto de 1887 se le descubre vendiendo periódicos revolucionarios, es destituido y encarcelado.
Una vez cumplida su condena, regresó a Riotinto y, arropado por sus compañeros, reinicia clandestinamente sus actividades revolucionarias.
Su capacidad de convicción, su don de líder y su carisma, atrajeron a los mineros a reivindicar una serie de peticiones, entre ellas: 
- Prohibición del uso de las teleras.
- Que los días que no podían acudir a trabajar por la "manta" se abonase el salario completo.
- Reducción de la jornada laboral de 12 a 9 horas.
- Cambio del sistema de contratación, prohibiendo los contratos mensuales en los trabajos de las minas.
- Supresión del pago de una peseta para asistencia médica.
- Supresión de las dos pesetas con 50 céntimos descontados del jornal si extraviaban sus libretas.
- Relevo del jefe de ese departamento.

Esta situación dará lugar a los acontecimientos que sucederán trágica y vertiginosamente.

## La huelga

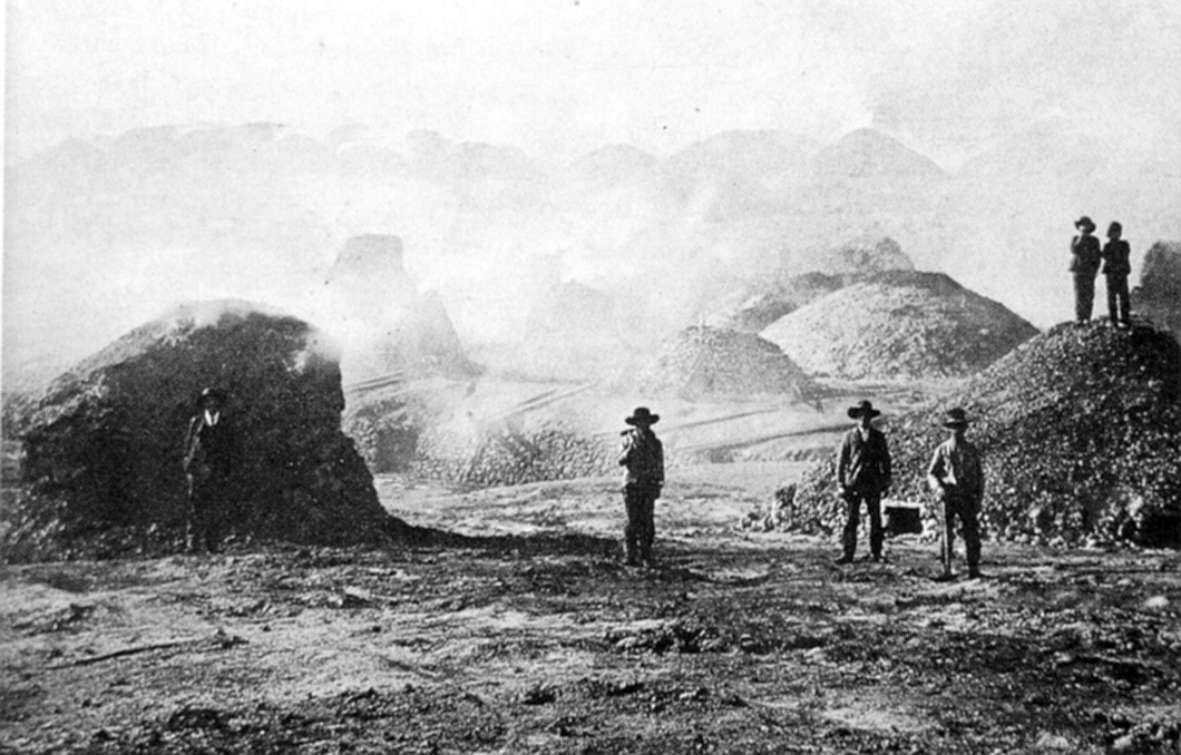
Imagen de las teleras de Riotinto, donde se puede apreciar el humo que desprendían.

El miércoles 1 de febrero comienza la huelga. El seguimiento es prácticamente completo en los días siguientes. Mientras, William Rich (director de la mina) busca la confabulación de Agustín Bravo y Joven (gobernador civil de Huelva), reclamando fuerzas de apoyo para los guardas contratados por la empresa y los escasos Guardias Civiles de la zona. 
El sábado 4 de febrero, Tornet, Ordóñez Rincón y Lorenzo Serrano (estos último líderes de la Liga Antihumos) encabezaban a caballo distintas columnas de manifestantes precedidos por una banda de música y con pancartas en los que podía leerse los lemas "¡humos no!" o "¡viva la agricultura!". 
Al unirse ambas columnas en una sola en el Cerro de Salomón, formaron un extenso grupo de entre 12.000 y 14.000 personas que se manifestaban de forma pacífica.
Una vez en el ayuntamiento de la localidad, Tornet, Ordóñez, Serrano, el alcalde de Zalamea y los representantes de otros municipios afectados accedieron a sus dependencias, donde el alcalde y los concejales se encontraban reunidos. La intención de los manifestantes era que la corporación municipal llegase al acuerdo de prohibir las perjudiciales "teleras".
Mientras, el gobernador civil llegaba en tren y consiguió abrirse paso hacia el ayuntamiento escoltado por soldados del Regimiento de Pavía, desplazados a esta localidad con órdenes de poner fin a la manifestación. Cuando llegaron a la plaza del consistorio, la tropa se apostó frente a los manifestantes y el gobernador se dirigió al encuentro de la corporación municipal para hacerles saber que anularía cualquier resolución que tomasen. Desde el balcón de la casa consistorial se dirigió a los huelguistas para que depusieran su actitud amenazando con hacer uso de la fuerza.
Lo que ocurrió a continuación fue desconcertante ya que, sin que se tenga conocimiento de quien dio la orden, los soldados abrieron fuego contra la multitud, entre la que se encontraban mujeres y niños, haciendo incluso uso de las bayonetas. Miles de personas huyeron despavoridas, arrasando todo lo que se encontraba a su paso. 
No hay una lista oficial de muertos, unas fuentes hablan de 13 o 14, otras de cientos e incluso algunas afirman que se deshacían de los cuerpos arrojándolos a las escombreras, lo que dificultaba realizar un recuento de víctimas. 
En los días posteriores a la tragedia, los heridos permanecían escondidos por temor a represalias, pese a que el gobernador civil publicó un bando en el que explicaba que la compañía británica no descontaría el salario de aquel 4 de febrero. La Guardia Civil realizó rastreos para encontrar a los obreros que llegaron hasta sus propios hogares. Las gentes hablan de que muchos de los muertos fueron a causa de las heridas provocadas por las armas, de forma indirecta, pero que al no poder acudir a los servicios sanitarios para no delatar su presencia en la manifestación, muchos obreros murieron en sus casas. En este año 1888 hubo 12 despidos de trabajadores, una situación que las familias, que tenían la mina como único sustento no se podían permitir. Algunos autores cifran el total de despidos, muertes y desapariciones en el millar de personas. Los despidos trajeron la miseria y el hambre a la zona. El diario La Provincia trató de hacer un paralelismo que muchos tomaron como cierto, e influir en la voluntad popular diciendo que sin las calcinaciones seguiría el hambre. De este modo y atizados por la miseria, muchos de los que pidieron el fin de las teleras ahora veían con buenos ojos su continuidad. Tan cruda fue la represión que los obreros tardaron 12 años en volver a manifestarse.
Este fue el primer movimiento ecologista del que se tienen constancia en el mundo, con un carácter claramente anarquista.

## Lista de heridos
Según la lista oficial, ofrecida por la propia empresa, hace referencia a la ridícula cantidad de 13 muertos y 48 heridos, de los cuales se detallan los que fueron trasladados a Nerva, al ser éste su lugar de residencia.
| N.º | Nombre                     | Edad | Pueblo       | Provincia |
| --- | -------------------------- | ---- | ------------ | --------- |
| 1   | Antonio Rivas Villanueva   | 26   |              | Huelva    |
| 2   | José Ramas Luque           | 22   |              | Málaga    |
| 3   | Antonio Palacios Castro    | 29   |              | Cádiz     |
| 4   | José Matallanes Martínez   | 22   |              | Zamora    |
| 5   | José María Pacho           | 41   |              | León      |
| 6   | José Sánchez Domenech      | 26   | Lubrín       | Almería   |
| 7   | Antonio García Ortega      | 29   | Somontín     | Almería   |
| 8   | Francisco Oliver Mesa      | 20   | Somontín     | Almería   |
| 9   | Manuel Marín Díaz          | 26   | Partaloa     | Almería   |
| 10  | Jerónimo Sánchez Linares   | 22   | Ugíjar       | Granada   |
| 11  | Martina López González     | 55   | Nerva        | Huelva    |
| 12  | Isabel Domínguez Domínguez | 56   | Valdelarco   | Huelva    |
| 13  | Lorenzo Pacheco García     | 34   | V. Aldalajís | Málaga    |
| 14  | Anacleta Vázquez Díaz      | 26   | Encinasola   | Huelva    |
| 15  | Galo Vázquez Díaz          | 5    | Nerva        | Huelva    |
| 16  | Jesús Vázquez Díaz         | 0    | Nerva        | Huelva    |

## El destino de Tornet
El paradero de Tornet ha sido un misterio durante más de 120 años. A partir del momento de la masacre, unos lo situaban en Carmaux, una zona minera del sur de Francia; otros conjeturan que falleció en el tiroteo y otros que, herido, permaneció escondido hasta poder reunirse con su mujer e hijos (a los que tenían vigilados) y huyó a paradero desconocido. Ese paradero fue desvelado gracias a las posibilidades de Internet, como indicó en un artículo en Huelva Información, del 3 de febrero de 2013, el periodista Juan C. León Brázquez, quien señala que unos vecinos de Ríotinto pudieron contactar en julio de 2009, en Argentina, con un biznieto de Tornet, que incluso envió una foto del "desaparecido" y la partida de defunción de uno de los tres hijos que tuvo en Argentina, donde se indica que era "efectivamente" hijo de Maximiliano Tornet y de María Servan. Según las nuevas informaciones se conoció que Tornet murió en Paraná, en 1904, tras tener cuatro hijos (uno de ellos nacido en España)
En la actualidad y según el Instituto Nacional de Estadística INE existen 12 personas en España con ese apellido, de los cuales 7 residen en la provincia de Huelva y pertenecen a la familia Tornet - García, sin que haya constancia de que estos mantengan ningún vínculo con Maximiliano.

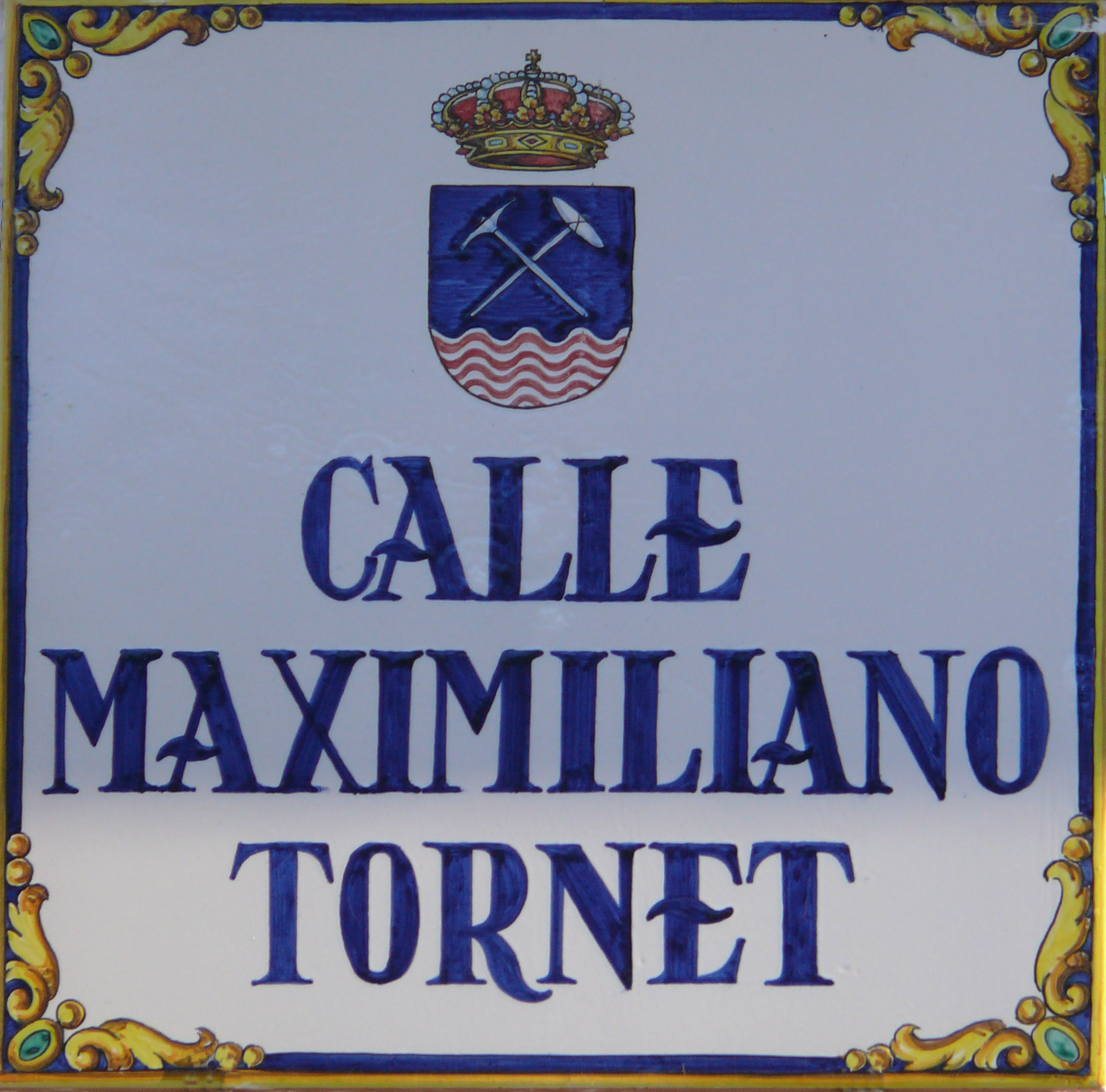
Rótulo de la calle dedicada a Maximiliano en Minas de Riotinto.

## El año de los tiros en la prensa
El acontecimiento tuvo mucha repercusión en la prensa, tanto local y regional como nacional. El diario La Provincia de Huelva, fundado por la RTCL, en su edición del viernes 10 de febrero de 1888 rebate los argumentos contra la compañía publicados anteriormente en el periódico El Reformista. En La Provincia se puede leer que El Reformista miente al ofrecer datos de 41 muertos y 150 heridos, que los manifestantes no eran pacíficos, sino que al ejército “le llovieron piedras y cartuchos de dinamita” y apoya su parlamento en declaraciones del alcalde de Riotinto. 
Por otro lado, El Socialista de Madrid abre su periódico del 10 de febrero de 1888 con una columna titulada ¡Asesinos!, en la que se leen argumento incendiarios, de total repulsa a lo acontecido. El periódico tacha la actuación del ejército de “horrible crimen” o “bárbara carnicería”, achacan lo ocurrido a la autoridad civil y militar y dicen estar seguros de que los crímenes no tendrán consecuencias para los asesinos.
El Cronista de Sevilla, el 17 de julio de 1888, publica una tabla con la cuantía de los socorros distribuidos a las familias de las víctimas y heridos. Una lista en la que tan solo figuran 61 personas.
Así contó los hechos el periódico "La Coalición Republicana": 

“Cuando con más alegría y confianza se hallaban los  manifestantes apiñados, en número superior a 12.000, en las estrechas calles adyacentes y plaza, mandaron retirar la caballería del sitio que ocupaba y acto seguido una descarga cerrada, inmensa, cuyos
proyectiles barrieron aquella masa humana, puso en fuga desordenada a la multitud, que
dejó en el suelo muchos cadáveres y heridos y se atropelló por las calles, lanzando gritos
de  pavor y de violenta ira. ¿Quién dio la orden de fuego? Hasta ahora no se sabe. ¿Fue el gobernador? ¿Fue el jefe militar? La soldadesca inconsciente, la máquina estúpida que
obedece y mata, el soldado que dirige la boca del fusil al pueblo de donde salió y a donde volverá, gozaba con la vista de la pólvora y la sangre. Con el testimonio de centenares de personas que presenciaron el hecho, podemos afirmar que los manifestantes no profirieron
ni un grito subversivo, no salió de ellos una provocación ni un acto que molestase a la
tropa ni a las  autoridades”.

Actualización:
Falleció en la ciudad de Paraná, provincia de Entre Ríos, Argentina.
Raúl Eliseo Diez - Biznieto

## En la ficción
En 1910, el periodista y escritor Manuel Ciges Aparicio publicó Los Vencidos, donde explica el poso que dejó en las minas la huelga de 1888. Y en 1920, la escritora Concha Espina, publicó El metal de los muertos, considerada la mejor novela sobre las minas de Ríotinto. Vivió en Nerva, unos años antes, para documentarse sobre la situación de los mineros y la preparación de una huelga. Fue traducida al alemán, ruso, danés e inglés. Está considerada su obra cumbre.
En el año 2001 el escritor onubense Juan Cobos Wilkins publicó El corazón de la tierra, una novela que narra una historia en torno a la que ocupa en este artículo. Esta obra fue traducida a numerosos idiomas y recibió varios premios.
En 2006, el periodista Juan Carlos León Brázquez realizó el radiodocumental Ríotinto, la memoria de las entrañas de la tierra, en el que se narran los acontecimientos de 1888 y se recoge un tremendo testimonio oral de 1932 de la escritora Concha Espina, que escribió El metal de los muertos en 1920, sobre la esclavitud de los mineros a manos de la compañía inglesa. Siendo director de Documentos RNE, y tras difundirse el documental sonoro en Radio 1 y Radio Exterior de España para todo el mundo, el periodista Juan C. León Brázquez obtuvo el Premio Andalucía de Periodismo de 2007 y el Premio de Periodismo y Comunicación Torre de Nerva. El periodista, un experto en el tema, publicó el 3 de febrero de 2013, en el 125 aniversario de la tragedia, un extenso artículo en Huelva Información titulado "La masacre medioambiental". Posteriormente, el 6 de diciembre de 2013
ofreció una Conferencia en Ríotinto sobre "El año de los tiros", donde expuso testimonios sobre las minas y los acontecimientos de 1888 de Estrabón, Richard Ford, Vázquez Díaz, Félix Lunar, Luis Gil Varón, María Dolores Ferrero, Cobos Wilkins y Rafael Moreno. Además, propuso que el 4 de febrero fuera declararado Día Mundial del Medioambiente.
En 2007, dirigida por Antonio Cuadri, se estrenó la película El corazón de la tierra basada en la novela de Cobos Wilkins.
En la novela 1888, el año de los tiros del autor Rafael Moreno y que también relata estos acontecimientos, Tornet recibe el nombre de «Mateo Alias».

## Enlaces de interés
- http://www.rtve.es/alacarta/audios/documentos-rne/documentos-rne-riotinto-memoria-entranas-tierra/965206/ Radiodocumental de Juan Carlos León Brázquez sobre la historia de las minas del río Tinto y el año de los tiros (archivo)]